# سوپدو
سوپدو (به انگلیسی: Sopdu) ایزدی از آسمان و از شرق مناطق مرزی در دین مصر باستان بود.
به عنوان یک ایزد آسمان، سوپدو همراه با ساح، تجسم صورت فلکی شکارچی، و الهه سوپدت، به نمایندگی از ستاره شباهنگ متصل شده بود.

## وظیفه
وظیفه سوپدو به عنوان یک خدا از شرق، حفاظت از پایگاه‌های مصر در امتداد مرزهای شرقی و کمک به فرعون برای کنترل ساکنان خارجی آن مناطق می‌باشد. او را به عنوان پروردگار شرق نیز می‌شناسند، و بزرگترین مرکز فرقه او در شرقی‌ترین نومه مصر بوده‌است.

## نام
نام او در هیروگلیف از یک مثلث و یک بلدرچین تشکیل شده‌است و ترجمه تحت‌اللفظی از نام او به معنی آنهایی که تیز هستند می‌باشد.

## پیکربندی
سوپدو بر روی نوشته‌های دینی اغلب به صورت یک شاهین با تاج دو پر بر روی سر خود به تصویر کشیده شده‌است. در هنگام محافظت از مرزها، او را به عنوان یک جنگجو خاور نزدیک همراه با یک کمربند و تبر یا نیزه نشان داده‌اند.